# Ідентон (Північна Кароліна)
Ідентон (англ. Edenton) — місто (англ. town) в США, в окрузі Чован штату Північна Кароліна. Населення — 4460 осіб (2020).

## Географія
Ідентон розташований за координатами 36°3′29″ пн. ш. 76°36′3″ зх. д. / 36.05806° пн. ш. 76.60083° зх. д. (36.057923, -76.600878).  За даними Бюро перепису населення США в 2010 році місто мало площу 14,42 км², з яких 13,91 км² — суходіл та 0,51 км² — водойми.

### Клімат
Місто знаходиться у зоні, котра характеризується вологим субтропічним кліматом. Найтепліший місяць — липень із середньою температурою 26.6 °C (79.9 °F). Найхолодніший місяць — січень, із середньою температурою 5.8 °С (42.5 °F).
| Клімат Ідентона         | Клімат Ідентона | Клімат Ідентона | Клімат Ідентона | Клімат Ідентона | Клімат Ідентона | Клімат Ідентона | Клімат Ідентона | Клімат Ідентона | Клімат Ідентона | Клімат Ідентона | Клімат Ідентона | Клімат Ідентона | Клімат Ідентона |
| Показник                | Січ.            | Лют.            | Бер.            | Квіт.           | Трав.           | Черв.           | Лип.            | Серп.           | Вер.            | Жовт.           | Лист.           | Груд.           | Рік             |
| Абсолютний максимум, °C | 26              | 27              | 32              | 35              | 36              | 38              | 40              | 40              | 37              | 35              | 31              | 25              | 40              |
| Середній максимум, °C   | 10,6            | 12,6            | 16,9            | 21,7            | 25,8            | 29,7            | 31,2            | 29,9            | 26,9            | 22,2            | 17,2            | 12,2            | 21,4            |
| Середня температура, °C | 5,8             | 7,3             | 11,1            | 15,8            | 20,3            | 24,8            | 26,6            | 25,6            | 22,4            | 17              | 12,1            | 7,4             | 16,4            |
| Середній мінімум, °C    | 1,1             | 2,1             | 5,3             | 9,9             | 14,8            | 19,8            | 22              | 21,2            | 17,9            | 11,8            | 7,1             | 2,7             | 11,3            |
| Абсолютний мінімум, °C  | −14             | −10             | −9              | −6              | 1               | 7               | 10              | 7               | 4               | −4              | −8              | −15             | −15             |
| Норма опадів, мм        | 88.9            | 81.3            | 101.6           | 73.7            | 94              | 121.9           | 139.7           | 149.9           | 124.5           | 86.4            | 81.3            | 78.7            | 1221.7          |
| Днів з опадами          | 8,7             | 8,2             | 8,7             | 7,9             | 8,5             | 8,1             | 10,5            | 9,6             | 7,2             | 6,2             | 6,8             | 8               | 98,4            |
| Днів з дощем            | 6               | 7               | 6               | 6               | 6               | 7               | 9               | 8               | 6               | 5               | 5               | 6               | 83              |
| Днів зі снігом          | 0,4             | 0,3             | 0,1             | 0               | 0               | 0               | 0               | 0               | 0               | 0               | 0               | 0,2             | 1               |
| Вологість повітря, %    | 78              | 67              | 67              | 70              | 67              | 70              | 75              | 76              | 79              | 74              | 74              | 77              | 73              |
| ----------------------- | --------------- | --------------- | --------------- | --------------- | --------------- | --------------- | --------------- | --------------- | --------------- | --------------- | --------------- | --------------- | --------------- |
| Джерело: Weatherbase    |                 |                 |                 |                 |                 |                 |                 |                 |                 |                 |                 |                 |                 |

## Демографія
Згідно з переписом 2010 року, у місті мешкали 5004 особи в 2075 домогосподарствах у складі 1274 родин. Густота населення становила 347 осіб/км².  Було 2518 помешкань (175/км²).
Расовий склад населення:
| - 54,8 % — чорних або афроамериканців - 40,8 % — білих - 0,5 % — азіатів - 0,1 % — корінних американців - 2,4 % — осіб інших рас |

До двох чи більше рас належало 1,3 %. Частка іспаномовних становила 3,4 % від усіх жителів.
За віковим діапазоном населення розподілялося таким чином: 24,3 % — особи молодші 18 років, 54,4 % — особи у віці 18—64 років, 21,3 % — особи у віці 65 років та старші. Медіана віку мешканця становила 43,1 року. На 100 осіб жіночої статі у місті припадало 80,8 чоловіків;  на 100 жінок у віці від 18 років та старших — 73,7 чоловіків також старших 18 років.
Середній дохід на одне домашнє господарство  становив 43 883 долари США (медіана — 25 601), а середній дохід на одну сім'ю — 49 450 доларів (медіана — 28 804). За межею бідності перебувало 39,9 % осіб, у тому числі 54,3 % дітей у віці до 18 років та 25,5 % осіб у віці 65 років та старших.
Цивільне працевлаштоване населення становило 1575 осіб. Основні галузі зайнятості: освіта, охорона здоров'я та соціальна допомога — 33,3 %, роздрібна торгівля — 15,6 %, виробництво — 10,2 %, мистецтво, розваги та відпочинок — 9,7 %.